# Model de Schwinger
En física teòrica de partícules, el model de Schwinger descriu l'electrodinàmica quàntica lorentziana amb una dimensió espacial i una de temps (1+1D) amb interaccions entre electrons via intercanvi de fotons. Rep el seu nom de Julian Schwinger que el va proposar per primer cop.
El model utilitza el lagrangià de la QED habitual
{\displaystyle {\mathcal {L}}=-{\frac {1}{4g^{2}}}F_{\mu \nu }F^{\mu \nu }+{\bar {\psi }}(i\gamma ^{\mu }D_{\mu }-m)\psi }
en un espai-temps amb una dimensió espacial i una dimensió temporal. On {\displaystyle F_{\mu \nu }=\partial _{\mu }A_{\nu }-\partial _{\nu }A_{\mu }} és la intensitat del camp fotònic {\displaystyle U(1)}, {\displaystyle D_{\mu }=\partial _{\mu }-iA_{\mu }} és la derivada covariant gauge, {\displaystyle \psi } és l'espinor fermiònic, {\displaystyle m} és la massa del fermió i {\displaystyle \gamma ^{0},\gamma ^{1}} formen la representació bidimensional de l'àlgebra de Clifford.
Aquest model té la propietat de confinament dels fermions i, com a tal, és un model simplificat de la QCD. Un argument que explica per què això és així és perquè en dues dimensions, clàssicament, el potencial entre dues partícules carregades segueix una dependència lineal {\displaystyle r}, en lloc de {\displaystyle 1/r} en el món ordinari amb 4 dimensions (3 espacials, 1 temps). Aquest model també presenta una ruptura espontània de la simetria U(1) a causa d'un condensat quiral amb un conjunt d'instantons. El fotó d'aquest model es converteix en una partícula massiva a baixes temperatures. Aquest model es pot resoldre exactament i s'utilitza com a model de test per a altres teories més complexes.